# Nepal en los Juegos Olímpicos de la Juventud 2018
Nepal compitió en los Juegos Olímpicos de la Juventud 2018 en Buenos Aires, Argentina, celebrados entre el 6 y el 18 de octubre de 2018. No obtuvo medallas en los juegos.

## Medallero
| Medalla       | Oro | Plata | Bronce | Total |
| ------------- | --- | ----- | ------ | ----- |
| Total oficial | 0   | 0     | 0      | 0     |

## Disciplinas

### Bádminton
Nepal recibió una plaza para competir por el comité tripartito.
- Individual masculino - 1 plaza

### Levantamiento de pesas
Nepal recibió un cupo del comité tripartito para competir en levantamiento de pesas.
- Eventos masculinos - 1 plaza